# Dzambołat Tedejew
Dzambołat Tedejew (ukr. Дзамболат Сосланович Тедеєв; ur. 23 sierpnia 1968) – ukraiński zapaśnik w stylu wolnym. Olimpijczyk z Atlanty 1996, gdzie zajął piąte miejsce w kategorii 90 kg. Piąty w mistrzostwach świata w 1994 i 1995. Zdobył złoty medal na mistrzostwach Europy w 1993 roku.
Jego brat Elbrus Tedejew był również zapaśnikiem, dwukrotnym medalistą olimpijskim.